# Berjozovskoje-ertslaag
De Berjozovskoje-(goud)ertslaag of -goudader (Russisch: Берёзовское (золоторудного) месторождение; Berjozovskoje (zolotoroednogo) mestorozjdenië) is de -voor zover bekend- eerste goudertslaag van Rusland. De ertslaag bevindt zich in de Centrale Oeral, op 13 kilometer ten noordwesten van de stad Jekaterinenburg, bij haar satellietstad Berjozovski. De ertslaag werd in 1724 ontdekt door 'raskolnik' Jerofej Markov, die het meldde aan de Berg-amt. Deze begon echter pas in 1745 met de bouw van de eerste mijn, die uiteindelijk in werking werd gesteld in 1747. De ertslaag is vernoemd naar de rivier Berjozovka (zijriviertje van de Pysjma) en de ontwikkeling van de stad Berjozovski is er onlosmakelijk mee verbonden.
De volgende mineralen werden gewonnen uit de ertslaag: aikiniet (1789), vauqueliniet (1819), cassedanneiet (1988), crocoiet (1766), pyrofilliet (1829), phoenicochroiet (1839) en embreyiet (1972).
Crocoiet werd in 1766 aangetroffen door de Duitse mineraloog Johann Gottlob Lehmann en leidde tot de ontdekking van het element chroom. Lange tijd vormden de mijnen van Berjozovski de enige plek waar crocoiet werd aangetroffen en daarmee de enige bron voor het pigment chroomgeel.